# Cành cạch Madagascar

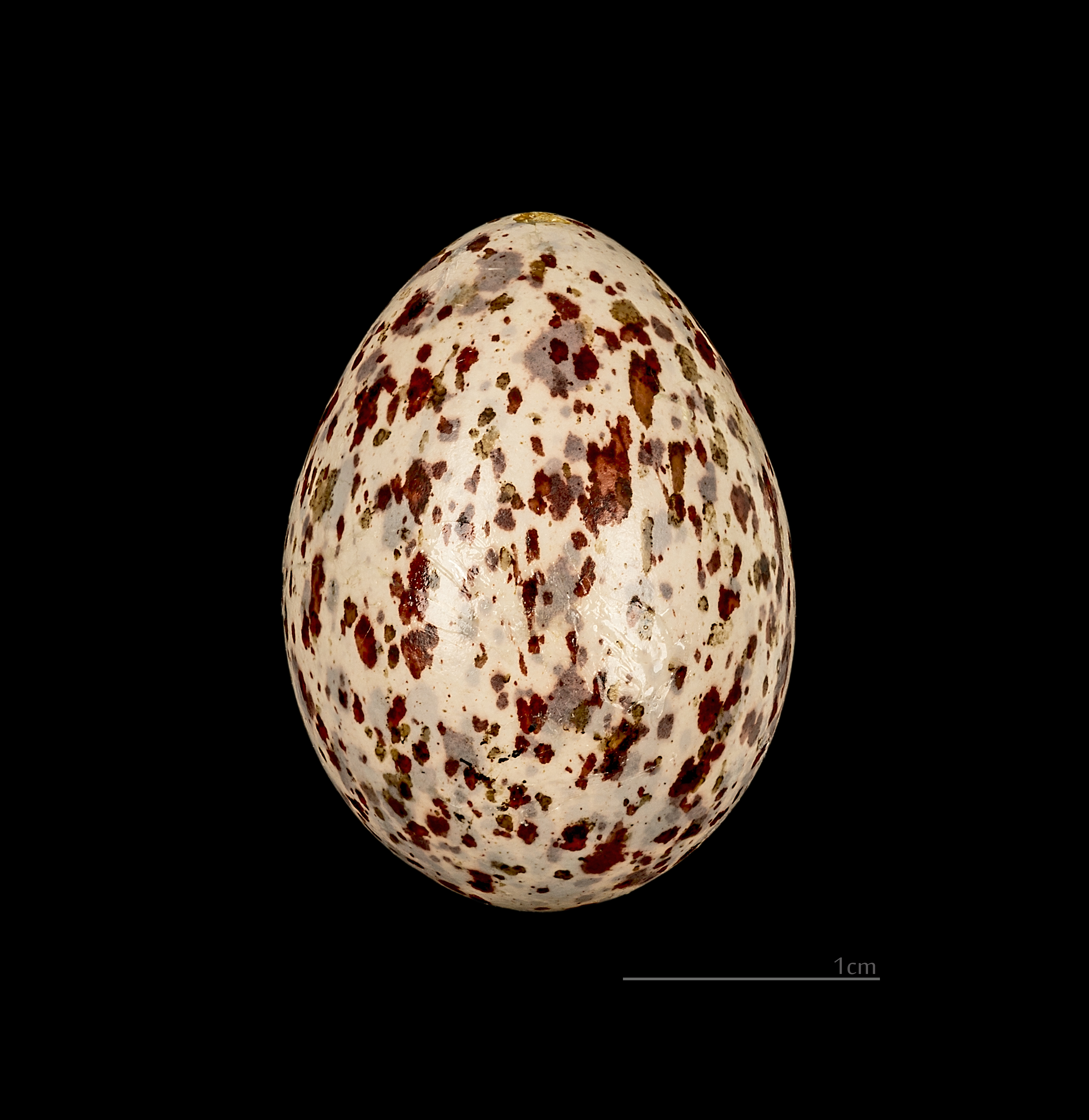
Trứng Hypsipetes madagascariensis

Cành cạch Madagascar hay cành cạch đen Madagascar (danh pháp hai phần: Hypsipetes madagascariensis) là một loài chim trong họ Chào mào (Pycnonotidae). Chúng được tìm thấy tại Comoros, Madagascar, Mayotte và Seychelles.
Đôi khi được coi là tạo thành siêu loài với tất cả mọi thành viên khác của chi này, và trong quá khứ tất cả đã từn được coi là cùng loài. Phân tích phân tử gần đây chỉ ra rằng loài hiện tại và H. olivaceus (cành cạch Mauritius) là các đơn vị phân loại có quan hệ chị em; và các quần thể tại Madagascar và Comoros (chủng định danh) tạo thành một nhóm đơn ngành, có quan hệ chị em với chủng rostratus. Hiện tại người ta công nhận hai phân loài:
- H. m. madagascariensis (Statius Muller, 1776) - quần đảo Comoros (cả bốn đảo chính và một vài đảo nhỏ), quần đảo Glorieuse (Grande Glorieuse I) và Madagascar.
- H. m. rostratus (Ridgway, 1893) - Aldabra.

## Hình ảnh

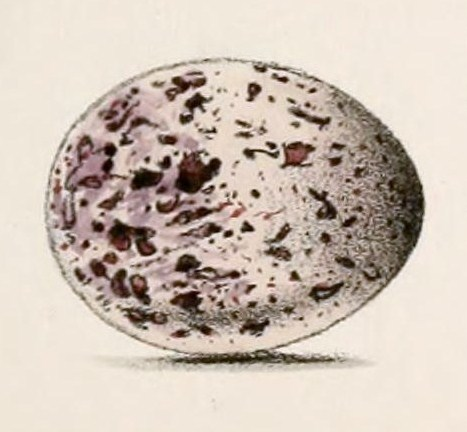